# Cladosporiaceae
Cladosporiaceae is een familie van schimmels uit de orde Capnodiales. Het typegeslacht is Cladosporium.

## Geslachten
Volgens Index Fungorum bestaat de familie uit de volgende geslachten: 
- Acroconidiella
- Cladosporium
- Davidiellomyces
- Neocladosporium
- Rachicladosporium
- Verrucocladosporium